# Polje (Bośnia i Hercegowina)
Polje (cyr. Поље) – wieś w Bośni i Hercegowinie, w Republice Serbskiej, w gminie Derventa. W 2013 roku liczyła 369 mieszkańców.